# Jan Toth
Jan Toth, ps. Orzeł i Mewa (ur. 22 listopada 1911 w Dąbrowicy, zm. 24 czerwca 1949 w Rzeszowie) – żołnierz Wojska Polskiego i Armii Krajowej, dowódca oddziału konspiracji antykomunistycznej w województwie rzeszowskim.  

## Życiorys
Urodził się w rodzinie inteligenckiej pochodzenia polsko-węgierskiego. Był synem Edwarda, artysty-stolarza, i Anieli z domu Roj. Kształcił się w Leżajsku, Lwowie, a w Stanisławowie ukończył gimnazjum. Następnie pracował w Urzędzie Miar. W latach 1932–1934 odbył służbę wojskową w Zegrzu, gdzie ukończył Szkołę Podchorążych Łączności Rezerwy, a następnie odbył praktykę w  6. Batalionie Telegraficznym w Jarosławiu. W latach 1934–1939 pracował w Stanisławowie
W 1939 jako kapral-podchorąży walczył w 48 Pułku Piechoty w kampanii wrześniowej. Trafił do niewoli niemieckiej, z której zbiegł po miesiącu. Powrócił do Dąbrowicy, ale został aresztowany przez ukraińskich policjantów i wydany Niemcom. Po zwolnieniu z aresztu pracował jako gajowy w Jastrzębcu.
W grudniu 1941 wstąpił do ZWZ-AK i został łącznikiem o ps. "Orzeł". Gdy w gajówce ukrywał żołnierzy sowieckich, został ponownie aresztowany przez Niemców, ale zbiegł z transportu i przyłączył się do partyzantów sowieckich dowodzonych przez Szutowskiego. Po wejściu Sowietów pracował w Nadleśnictwie Sieniawa, gdzie został przez Sąd Frontu Ukraińskiego w Przeworsku, skazany na 6 lat więzienia. 
W grudniu 1944 uciekł z aresztu i zgłosił się w Ubieszynie, gdzie skontaktowano go z dowódcą placówki AK w Tryńczy, kpt. Franciszkiem Bożkiem „Ramzesem", od którego otrzymał dowództwo jednej z grup konspiracji antykomunistycznej, mającej za zadanie obronę miejscowej ludności przed rabunkami żołnierzy sowieckich, pospolitych bandytów oraz atakami UPA. Przyjął ps. „Mewa” i brał udział w wielu akcjach na terenie ówczesnych powiatów: jarosławskiego, przeworskiego i łańcuckiego. W dniu 22 lub 23 marca 1945 oddział „Mewy” stoczył największą potyczkę z siłami przeworskiej placówki UB i MO pod Wólką Ogryzkową. Wiosną oddział liczył ok. 200 osób. Było w nim wielu dezerterów z Ludowego Wojska Polskiego. Z oddziałem współpracowało wielu funkcjonariuszy MO, najczęściej byli to członkowie AK przekazujący informacje o ruchach wojska i organów bezpieczeństwa.
3 maja 1945 oddział „Mewy” w Przymiarkach-Rudce złożył uroczystą przysięgę. 10 maja 1945 na rozkaz Wojciecha Szczepańskiego „Juliana” oddział został rozwiązany. Powrócił do Dąbrowicy, ale gdy zaczęły się napady Ukraińców, ponownie zorganizował oddział straży nocnych. 20 października 1945 powiadomiony o planowanej obławie UB, rozwiązał oddział i ukrywał się w okolicach Sieniawy. 
Wiosną 1946 wraz z luźną grupą osób patrolował teren w okolicach Sieniawy celem ochrony ludności polskiej przed oddziałami ukraińskimi. 
W maju 1947 wyjechał do Międzygórza, gdzie pracował w leśnictwie. W Bystrzycy Kłodzkiej został rozpoznany przez dawnego znajomego będącego agentem UB i 17 lipca 1947 aresztowany przez WUBP w Rzeszowie.  Podczas tortur przyznał się do zarzucanych mu czynów. 3 grudnia 1948 został skazany na karę śmierci. Bolesław Bierut odmówił mu prawa łaski. Wyrok wykonano w rzeszowskim więzieniu. W 1992 Sąd Wojewódzki w Rzeszowie unieważnił wyrok. 